# Petrusbrödraskapet

Petrusbrödraskapets vapen.

Prästbrödraskapet S:t Petrus, även kallat Petrusbrödraskapet eller FSSP – Fraternitas Sacerdotalis Sancti Petri är ett katolskt prästsällskap som firar den gamla romerska liturgin, även kallad den tridentinska liturgin. I Sverige har präster från FSSP kommit vid enstaka tillfällen för att fira den tridentinska mässan.